# 福束城
座標: 北緯35度17分55.6秒 東経136度37分23.4秒 / 北緯35.298778度 東経136.623167度
福束城（ふくつかじょう）は、岐阜県安八郡輪之内町にあった日本の城。

## 概要
1414年（応永21年）、土岐氏の家臣福束蔵人十郎益行が揖斐川沿いに築城した。その後、1428年（正長元年）丸毛光慶が居城し、以来代々丸毛氏が継いだ。
慶長5年（1600年）の関ヶ原の戦いの時、当時の福束城主丸毛兼利は、福島正則の配下で、東軍である横井時泰の誘いを断り、石田三成の西軍に加わる。
8月16日西軍の援軍とともに陣を敷き、東軍の市橋長勝、徳永寿昌の軍と対峙するが夜になって東軍が進行し丸毛軍は壊滅、福束城を捨て17日になって大垣城へ逃れた。以後は城主なく放置された。
現在は川の流れにより遺構は失われている。